# غاري هيمينغ
غاري هيمينغ (بالإنجليزية: Gary Hemming)‏ هو متسلق الجبال أمريكي، ولد في 1934 في باسادينا في الولايات المتحدة، وتوفي في 1969 في مقاطعة تيتون في الولايات المتحدة.